# Chikuma-Klasse
Die Chikuma-Klasse (japanisch 筑摩型防護巡洋艦 ‚Chikuma-gata bōgojun'yōkan‘) war eine Klasse von drei Geschützten Kreuzern (Leichten Kreuzern) der Kaiserlich Japanischen Marine, die im Ersten Weltkrieg zum Einsatz kamen und bis 1940 außer Dienst gestellt wurden.

## Geschichte
Die Chikuma-Klasse war die letzte Klasse Kleiner Geschützter Kreuzer (später Leichter Kreuzer; japanisch: Nitō Junyōkan (Kreuzer II. Klasse)), die für die japanische Marine vor dem Ersten Weltkrieg gebaut wurden.
Alle drei Schiffe waren 1914 an der Jagd auf das deutsche Ostasiengeschwader von Vizeadmiral Maximilian Graf von Spee beteiligt. Im Zuge dessen beteiligte sich die Chikuma mit anderen japanischen Kriegsschiffen auch auf der Suche nach der SMS Emden im Indischen Ozean. 1917 wurden die Chikuma und Hirado auf Bitte der britischen Admiralität nach Australien und Neuseeland zum Schutz der Handelsrouten entsandt.
Die Chikuma wurde 1924 der Reserve zugeordnet, 1931 außer Dienst gestellt und 1935 abgewrackt. Die Hirado und die Yahagi wurden 1940 Schul- und Wohnschiffe und beide nach dem Krieg 1947 abgewrackt.

## Liste der Schiffe
| Name           | Bauwerft             | Kiellegung      | Stapellauf      | Indienststellung | Verbleib                                                               |
| -------------- | -------------------- | --------------- | --------------- | ---------------- | ---------------------------------------------------------------------- |
| Chikuma (筑摩) | Marinewerft Sasebo   | 1. April 1909   | 1. April 1911   | 17. Mai 1912     | 1. April 1931 außer Dienst gestellt und ab 1935 abgebrochen            |
| Hirado (平戸)  | Kawasaki, Kōbe       | 10. August 1910 | 29. Juni 1911   | 17. Juni 1912    | 1939 außer Dienst gestellt und Nutzung als Hulk, nach 1947 abgebrochen |
| Yahagi (矢矧)  | Mitsubishi, Nagasaki | 20. Juni 1910   | 3. Oktober 1911 | 27. Juli 1912    | 1940 außer Dienst gestellt und Nutzung als Hulk, nach 1947 abgebrochen |

## Technische Beschreibung

### Rumpf und Antrieb
Der Rumpf eines Kreuzers der Chikuma-Klasse war 144,78 Meter lang, 14,23 Meter breit und hatte bei einer Einsatzverdrängung von 5.121 Tonnen einen Tiefgang von 5,15 Metern. Der Antrieb erfolgte durch 16 Dampfkessel und zwei Getriebeturbinensätzen mit denen eine Leistung von 22.500 PS (16.549 kW) erreicht wurde. Die Leistung wurde an zwei Wellen mit je einer Schraube abgegeben. Die Höchstgeschwindigkeit betrug 26 Knoten (48 km/h).

### Bewaffnung
Die Artilleriebewaffnung bestand aus acht 15,2-cm-Geschützen des Typ 41 und vier 7,62-cm-Geschützen des Typ 41. Des Weiteren gab es drei Torpedorohren im Kaliber 45 cm. 1924 wurden zwei der 7,62cm Kanonen durch Typ 3 8-cm-Flugabwehrkanonen ersetzt.

## Besatzung
Die Besatzung hatte eine Stärke von 413 Mann (35 Offizieren und 378 Unteroffizieren bzw. Mannschaften).